# Nauli

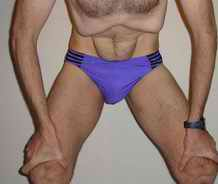
Uddiyana bandha, elemento fundamental del nauli.

Los seis shatkriyass del yoga.

Nauli es una de las shatkarmas o técnicas de purificación usadas en el yoga. Consiste en un masaje de las vísceras abdominales realizado mediante movimientos circulares de los músculos de la zona. Se realiza de pie, con las piernas separadas y las rodillas dobladas, y emplea la técnica de nudo muscular conocida como uddiyana bandha. El manual del siglo XV Hatha Yoga Pradipika afirma que el nauli es capaz de curar todas las enfermedades internas.
El nauli es un movimiento clásico del yoga, pero no es habitual que se enseñe en tiempos modernos debido a su dificultad intrínseca. Su funcionamiento contempla cuatro pasos:
- Uddiyana bandha: el usuario vacía los pulmones y contrae el abdomen hacia el interior de la caja torácica baja.
- Madhyana nauli: el usuario contrae sólo los músculos de la zona central.
- Vama nauli: se contraen sólo los músculos de la zona izquierda.
- Daksina nauli: se contraen sólo los músculos de la zona derecha.